# Habenaria tridactylites
Espèce
Statut de conservation UICN

 LC  : Préoccupation mineure
Habenaria tridactylites est une espèce d'orchidées endémique des îles Canaries.